# Вікторія 86
«Вікторія 86» (біл. Вікторыя-86)  — білоруський жіночий футбольний клуб з міста Берестя.

## Хронологія назв
- 1993—1998: «Вікторія»
- 1999—2008: «Жемчужина»
- 2009—2014: «Вікторія-86»[1].

## Історія
Перша жіноча футбольна команда у місті Брест (і одна із старійшин команд Білорусі) заснована 1986 року. Учасник другої ліги чемпіонатів СРСР 1990 та 1991 років. У національних чемпіонатах Білорусі бере участь із 1993 року.

## Досягнення
- Вища ліга Білорусі
  -  Чемпіон (1): 1995
  -  Бронзовий призер (3): 1994, 2006, 2007

- Кубок Білорусі
  -  Фіналіст (4): 1996, 1999, 2005, 2007

- Кубок чемпіонів Співдружності серед жінок
  -  Фіналіст (1): 1996

командні
- найбільша перемога: 23:0 («Двіна», 2007)
- найбільша поразка: 0:34 («Надія-Дніпро», 2013)

особисті
- найбільша кількість матчів у чемпіонатах за команду: Наталія Глядко (262)
- найкращий бомбардир команди:
  - у чемпіонатах – Олена Адамчук (75)
  - за сезон — Олеся Давидович (34, 2007)

## Статистика виступів
| Сезон                                    | Дивізіон        | Місце           | Іг              | В               | Н               | П               | РМ              | О               | Кубок           | Джерело         |                 |
| ---------------------------------------- | --------------- | --------------- | --------------- | --------------- | --------------- | --------------- | --------------- | --------------- | --------------- | --------------- | --------------- |
| Чемпіонат СРСР з футболу серед жінок     |                 |                 |                 |                 |                 |                 |                 |                 |                 |                 |                 |
| 1990                                     | другий          | 14 з 20         | 17              | 5               | 2               | 10              | 32—30           | 12              | не проводився   | [ 2 ] [ 3 ]     |                 |
| 1991                                     | другий          | 5 з 6           | 10              | 2               | 0               | 8               | 9—47            | 4               | не брала участі | [ 2 ] [ 4 ]     |                 |
| Чемпіонат Білорусі з футболу серед жінок |                 |                 |                 |                 |                 |                 |                 |                 |                 |                 |                 |
| 1992                                     | не брала участі | не брала участі | не брала участі | не брала участі | не брала участі | не брала участі | не брала участі | не брала участі | не брала участі | не брала участі | не брала участі |
| 1993                                     | вищий           | 6 з 7           | 12              | 2               | 2               | 8               | 14—54           | 6               | не брала участі | [ 5 ]           |                 |
| 1994                                     | вищий           | з 6             | 16              | 6               | 1               | 9               | 30—49           | 13              | не брала участі | [ 6 ]           |                 |
| 1995                                     | вищий           | з 7             | 6               | 4               | 2               | 0               | 8—0             | 10              | ОТ              | [ 7 ]           |                 |
| 1996                                     | вищий           |                 |                 |                 |                 |                 |                 |                 | фіналіст        |                 |                 |
| 1997                                     | вищий           |                 |                 |                 |                 |                 |                 |                 |                 |                 |                 |
| 1998                                     | вищий           |                 |                 |                 |                 |                 |                 |                 |                 |                 |                 |
| 1999                                     | вищий           | 6 з 8           | 14              | 4               | 2               | 8               | 22—28           | 14              | фіналіст        | [ 8 ]           |                 |
| 2000                                     | вищий           |                 |                 |                 |                 |                 |                 |                 |                 |                 |                 |
| 2001                                     | вищий           |                 |                 |                 |                 |                 |                 |                 |                 |                 |                 |
| 2002                                     | вищий           |                 |                 |                 |                 |                 |                 |                 |                 | [ 9 ]           |                 |
| 2003                                     | не брав участі  | не брав участі  | не брав участі  | не брав участі  | не брав участі  | не брав участі  | не брав участі  | не брав участі  | не брав участі  | не брав участі  | не брав участі  |
| 2004                                     | вищий           | 5 з 8           | 14              | 6               | 1               | 7               | 15—24           | 19              |                 | [ 10 ]          |                 |
| 2005                                     | вищий           | 4 з 8           | 9               | 3               | 2               | 4               | 17—14           | 11              | фіналіст        | [ 11 ]          |                 |
| 2006                                     | вищий           | з 8             | 14              | 8               | 4               | 2               | 33—11           | 28              |                 | [ 12 ]          |                 |
| 2007                                     | вищий           | з 9             | 22              | 11              | 4               | 7               | 94—24           | 37              | фіналіст        | [ 13 ]          |                 |
| 2008                                     | вищий           | 4 з 8           | 20              | 9               | 2               | 9               | 36—23           | 29              | фіналіст        | [ 14 ]          |                 |
| 2009                                     | вищий           | 4 з 9           | 16              | 9               | 2               | 5               | 44—27           | 29              |                 | [ 15 ]          |                 |
| 2010                                     | вищий           | 5 з 9           | 24              | 11              | 5               | 8               | 56—33           | 38              |                 | [ 16 ]          |                 |
| 2011                                     | вищий           | 5 з 10          | 27              | 11              | 7               | 9               | 46—45           | 40              |                 | [ 17 ]          |                 |
| 2012                                     | вищий           | 9 з 10          | 27              | 2               | 1               | 24              | 18—213          | 7               |                 | [ 18 ]          |                 |
| 2013                                     | вищий           | 9 з 9           | 19              | 1               | 1               | 17              | 5—191           | 4               | не брав участі  | [ 19 ]          |                 |

## Відомі гравчині
| - Аліна Васильєва (2008—2011) - Любов Гудченко (2010) - Лілія Кисилевич | - Ірина Козєєва (1994—1996) - Олена Козлова (2000—2001) - Ганна Козюпа (2010—2013) | - Ліана Мірошниченко (2010) - Ганна Пилипенко (2010—2011) - Ольга Савостьян (2010) |

## Відомі тренери
- Микола Горбач